# كاثي جونسون
كاثي جونسون (بالإنجليزية: Kathy Johnson)‏ هي لاعبة جمباز فني أمريكية، ولدت في 13 سبتمبر 1959 في أوك ريدج في الولايات المتحدة.

## وصلات خارجية
- كاثي جونسون على موقع الاتحاد الدولي للجمباز (licence) (الإنجليزية)
- كاثي جونسون على موقع الاتحاد الدولي للجمباز (biography) (الإنجليزية)
- كاثي جونسون على موقع اللجنة الأولمبية الدولية (الإنجليزية)
- كاثي جونسون على موقع أوليمبيديا (الإنجليزية)